# Справжні монстри
Справжні монстри (англ. Aaahh!!! Real Monsters) — популярний американський мультсеріал компанії Klasky Csupo.

## Сюжет
Монстри існують! Вони стежать за людьми з темних закутків, ховаються під ліжком, нишпорять у каналізації… Та перед вами не фільм жахів, це добра сімейна мультиплікаційна комедія. Її герої — троє юних симпатичних монстриків, які навчаються мистецтву лякати людей в Академії Монстрів під керівництвом суворого директора Гримля. І хоча вони страшні на вигляд, живуть на звалищі й харчуються сміттям, але їхнє життя та стосунки між ними майже нічим не відрізняються від життя звичайних школярів — людей. Є багато подібних фільмів і серіалів про школи чаклунів та відьом, а тут ось вам школа чудовиськ. Оригінально, весело і цікаво.

## Головні герої
- Гикач (англ. Ickis, озвучений Чарлі Адлером[en]) — має шкіру бурякового кольору, довгі наче у кролика вуха, жовті очі та великий рот з 34 зубами. Дуже хоче бути схожим на свого батька, славетного монстра Шликача, але це йому не дуже вдається. Постійно губить свій «Підручник чудовиська». В найгірших відносинах з Гримлем. Особлива лякальна здібність: може надиматися до велетенських розмірів.
- Обліна (англ. Oblina, озвучена Крістін Кавано) — схожа на смугасту палицю (або швидше на таку карамель-паличку чи жезл, як у дорожньої поліції); має довге смугасте чорно-біле тіло, вирячені очі на відростках, як у слимака або равлика, і великі червоні губи. В роті чотири зуби, на голові чотири волосини. Найрозумніша з усіх учнів, відмінниця по всіх навчальних дисциплінах, улюблениця Гримля. Особлива лякальна здібність: може вивертати назовні власні нутрощі, а також розтягується у довжину.
- Нечупара (англ. Krumm, озвучений Девідом Екклзом) — волохатий, особливо густе волосся під пахвами. Губи сині, а очі постійно тримає в руках (може ними навіть жонглювати). Якщо потрібні вільні руки, кладе очі до рота, а на ніч — до склянки з водою. Родом з села, і трохи простуватий. Особлива лякальна здібність: випускає з-під пахв дуже смердючий газ.
- Гримль (англ. The Gromble, озвучений Грегом Бергером[en]) — зелено-бірюзового кольору тіло, великий довгий ніс із червоним кігтем на кінчику, жовті зуби, червоні губи й вирячені очі на відростках, як і в Обліни. Чотири ноги, взуті у червоні черевички; свої черевички він дуже любить і має кількасот змінних пар. Директор Академії Монстрів і головний учитель. Постійно гримає на учнів і часто їх карає, зокрема за допомогою Зімбо і Хропля. Кожен урок починає громовим «Мовчати!!!». Найуживаніша фраза: «Будь уважним, Гикаче!».

## Існує дві версії озвучення українською цього мультсеріалу

### Двоголосе закадрове озвучення телеканалу«ICTV»(2000 рік)
- Анатолій Зіновенко — всі чоловічі ролі
- Наталія Синенко — всі жіночі ролі

### Двоголосе закадрове озвучення телеканалу«QTV»(2011 рік)
- Павло Скороходько — всі чоловічі ролі
- Лідія Муращенко — всі жіночі ролі

## Список епізодів

### Сезон 1 (1994)
1. Ніч Підміни
2. Монстри, та не вигадуй / Як не крути до Снорча всеодно потрапиш
3. Прокляття Нечупар / Нечупара в Голлівуді
4. Жахлива операція / На крилах Страху
5. Прищ Нечупари / Мисливець на Монстрів
6. Монстри не Танцюють / Невдала Покупка
7. Старий Монстр / Мамо можна я
8. Не все так Просто / Двоголовий Монстр
9. Усмішка Обліни / Велика Хвиля
10. Холодні тверді Ногонігті / Напад Блобів
11. Він весь у Батька / Війну завершено
12. Куди зникають Монстри?
13. Відповідь Саймона / Ящик Гикача

### Сезон 2 (1995)
1. Внутрішнє Горіння / Воскресіння Катани
2. Монстри справді існують / Мозок зайнятий Гикачем
3. У лісі / Гикач бореться з гикавкою
4. Можливо Прибульці / Я мрію про довгу волосину Снорча
5. Бачу Сміття / На Крайньому Півдні
6. Монстр який прийшов з холоду / Прощавай, Цуцику
7. Суперниця / Капелюхи геть
8. Парфуми "Нечупара" / О Щасливий Монстр
9. Дерево Гикача / Рош-о-Монстр
10. Історія світу монстрів / Страх, ім'я тобі Гикач
11. У пошуках священного відра / Тиждень боротьби за чистоту
12. Клас без Водошукача / Найбільше досягнення Нечупари
13. П'ять облич Гикача / Велоконогий не підведи мене

### Сезон 3 (1996)
1. Свято місяця уповні / Саймону Пощастило
2. Хто спіймає мозок? / Цементні голови
3. Хто пануватиме в небі / Обліна і три Людини
4. Дитино це ти? / Гарненькі Монстрики
5. Тіні минулого / Корабель Дурнів
6. Дивовижне око / Багаті й жахливі
7. Нечупарі зробили голову / Всього лише кіно
8. Ти налякаєш лише Двічі / Менше слів, більше монстрів
9. Жменя нігтів / Сліпа любов монстра
10. Амулет Інфарго / День довгого волосся
11. Жахливий блюз / Я чув Снорч назвав мене на ім'я
12. Розбудіть мене коли це закінчиться / Речі через які набиваєш лоба
13. Майстер Монстр / Вечір лякання

### Сезон 4 (1997)
1. Битва Століття / Чудовий світ
2. Порятунок лобстері / Ти маєш губи
3. Чоловіча Прогулянка / Все ж таки друг
4. Дивись на годинник / Я їй подобаюсь?
5. Кльова Обліна / Полірований Гикач
6. Ядерна Небезпека / Лохнесський жах
7. Супер Гикач / Заступник
8. Велика втеча / Чотириоке Чудовисько
9. Пліч-о-пліч / Питання про фобії
10. Шпигун проти Монстра / Невдале побачення
11. Мудрий час / Суп Гримля
12. Суперники / Внутрішні справи
13. Смійся, Нечупаро, смійся / Нові учні

В планах студії заявлено створення повнометражного фільму — продовження серіалу. Докладнішої інформації наразі немає.